# Belle Lurette
Personnages
- Belle Lurette
- Le duc de Marly
- Malicorne, intendant du duc
- Campistrel
- Merluchet
- Belhomme
- De la Boiserie
- Baptiste
- Givry
- Lenoncourt
- Cadignan
- Jasmin
- Lafleur
- Marceline
- Friquette
- Toinelte
- Madelon
- Rose
- Nicole
- Clorinde
- Marion
- Jacqueline
- Manon

Belle Lurette est un opéra-comique en trois actes inachevé de Jacques Offenbach, sur un livret d’Ernest Blum, Édouard Blau et Raoul Toché, créé le 30 octobre 1880 au Théâtre de la Renaissance à Paris et achevé par Léo Delibes

## Contexte
Cette pièce fait partie, avec Les Contes d'Hoffmann et Moucheron des ouvrages créés à titre posthume dans l’œuvre d’Offenbach.  
Dans ses dernières années, la faveur dont il jouissait auprès du public avait faibli depuis la chute de l’Empire, d’autant plus qu’il pâtissait de la concurrence d’une nouvelle génération de compositeurs comme Charles Lecocq. 
Malgré le succès d’ouvrages tels que Le Roi Carotte (1872) et Le Voyage dans la Lune (1875), Offenbach avait connu après la guerre franco-prussienne de 1870 es échecs plus ou moins importants, comme Maître Péronilla (1878) ou la Marocaine (1879). Il continua cependant sans relâche à poursuivre afin de retrouver le succès, qui finit par revenir. C'est ainsi qu'il mourra au lendemain des succès de Madame Favart et de celui (fulgurant) de la Fille du tambour-major. 
Au début du mois d'octobre 1880, Belle Lurette en répétition au Théâtre de la Renaissance et les Contes d'Hoffmann, destinés à l’Opéra-Comique, étaient le troisième et le quatrième projet d’un succès qu’Offenbach escomptait retrouver et rétablir définitivement . Cependant, la maladie l'emportera le 5 octobre, laissant ainsi ces partitions inachevées. 
Le manuscrit autographe n’étant pas localisé, on ne peut que supposer qu’il laisse à sa mort une réduction piano de l’œuvre quasiment complète : hormis l’ouverture, les entractes ainsi que les mélodrames, tout semble de sa main (c'est en effet ce qu’il composait en dernier, à partir du matériel musical du reste de l’ouvrage. Procédé qu'il employait dans toutes ses œuvres, cela relève des codes d'écriture des ouvrages lyriques de type "opéra-comique" employé par de nombreux compositeurs de la même époque). 
Ce sera à Léo Delibes, alors chef d'orchestre au Théâtre de la Renaissance, qu’incombera la tâche d’achever l’orchestration ainsi que la composition des parties manquantes de l’œuvre. 
C’est également Delibes qui sera chargé de superviser les répétitions de l’œuvre, l’état d’Offenbach ne lui permettant pas de se déplacer de nombreuses fois au théâtre afin de régler mise en scène et musique, comme en témoigne un article du Figaro du 31 octobre 1880 :

« Pendant qu’on montait Belle Lurette, le mal s’était aggravé.
Offenbach n’a pas pu venir une seule fois au théâtre.
Les études finales, les dernières répétitions ont été dirigées par M. Léo Delibes avec un dévouement comme on n’en rencontre que dans le monde artistique.
Delibes a surveillé la bonne exécution de l’œuvre d’Offenbach avec un soin méticuleux qui ne s’est pas démenti une minute. Nerveux, agité, bondissant de l’orchestre sur la scène, de la scène dans la salle, le charmant auteur de Jean de Nivelle a pu se figurer, par instants, que la musique de Belle Lurette était de lui et tous ceux qui l’ont vu à l’œuvre ont senti de nouvelles sympathies s’ajouter à celles que le jeune maître leur inspirait déjà. »

## Réception
La première connut un succès qui ne fit que grandir aux représentations suivantes. Les morceaux qui ont eu le plus de succès sont le Jabot du colonel, le Trio des Amoureux, la phrase des Vingt Ans, l’ensemble Nous sommes les amoureux, la parodie du Danube bleu et la Ronde de Colette.

## Argument
La tante du duc de Marly lui a imposé de se marier s’il veut hériter d’elle. Il se soumet à sa volonté en épousant Belle Lurette une jolie et petite blanchisseuse. À peine est-elle mariée qu’elle apprend le rôle qu’on lui a fait jouer et l’absence de sentiments de son nouveau mari pour elle. Or Belle Lurette ne l’entend pas de cette oreille et entend devenir réellement duchesse de Marly. Comme elle est aussi fine que jolie, elle ne tardera pas à réussir à conquérir l’amour de son nouvel époux.

## Distribution lors de la création
| Rôle                         | Type de voix | Distribution lors de la première, le 30 octobre 1880 (Chef d'orchestre : Léo Delibes) |
| ---------------------------- | ------------ | ------------------------------------------------------------------------------------- |
| Malicorne                    | ténor        | A. Jolly                                                                              |
| Campistrel                   | baryton      | Vauthier                                                                              |
| Le duc de Marly              | ténor        | Cooper                                                                                |
| Merluchet                    | ténor        | Lary                                                                                  |
| Cigogne                      | ténor        | Jannin                                                                                |
| Belhomme                     | baryton      | Alexandre                                                                             |
| La Boiserie                  |              | William                                                                               |
| Givry                        |              | Libert                                                                                |
| Lenoncourt                   |              | Deberg                                                                                |
| Belle Lurette, blanchisseuse | soprano      | Jane Hading                                                                           |
| Marceline                    | soprano      | Mily-Meyer                                                                            |
| Friquette                    | soprano      | Norette                                                                               |
| Clorinde                     | soprano      | Lydte Borel                                                                           |
| Manon                        | soprano      | Rolla                                                                                 |